# Clavaria
Clavaria é um gênero de fungos da família Clavariaceae. As espécies de Clavaria produzem basidiomas que possuem ramos cilíndricos ou em forma de taco e são semelhantes a corais marinhos. Elas são frequentemente agrupadas com espécies de aparência semelhante de outros gêneros, quando são conhecidas coletivamente como fungos clavarioides [en]. Todas as espécies de Clavaria crescem no solo e acredita-se que a maioria (se não todas) seja saprófita (decompõe material vegetal morto). Na Europa, elas são típicas de pastagens antigas, musgosas e não melhoradas. Na América do Norte e em outros lugares, elas são mais comumente encontradas em florestas.

## História
Clavaria (o nome é derivado do latim "clava", clava) foi introduzido pela primeira vez como um nome de gênero por Vaillant (1727), posteriormente aceito por Micheli (1729), e foi um dos gêneros originais usados por Linnaeus em seu Species Plantarum de 1753. O gênero continha todas as espécies de fungos com basidiomas eretos, em forma de clava ou ramificados (semelhantes a corais), incluindo muitos que agora são referidos como Ascomycota. Autores subsequentes descreveram mais de 1.200 espécies no gênero. O nome Clavaria também foi usado para um grupo de algas vermelhas na família Gelidiaceae da Rhodophyta por Stackhouse em 1816. Como Clavaria Stackh. também tinha sido validamente publicado, Marinus Anton Donk, em 1949, propôs que Clavaria Stackh. fosse rejeitado como um homônimo de Clavaria Fries e que o último nome fosse mantido como um nomen conservandum (nome conservado). Essa proposta foi apresentada por Doty (1948), recomendada para adoção por Rogers (1949), e aprovada pelo Comitê Especial de Fungos.
Com o aumento do uso do microscópio no final do século XIX, a maioria dos membros ascomicetos do gênero foi reconhecida como distinta e transferida para outros gêneros. No entanto, Clavaria ainda era amplamente utilizado para a maioria das espécies de basidiomicetos até que Edred John Henry Corner publicou sua monografia mundial dos fungos clavarióides em 1950, introduzindo o conceito moderno do gênero. Corner restringiu Clavaria às espécies com basidiomas com contexto hifal inflado e sem fíbulas (uma característica que torna os basidiomas de Clavaria nitidamente quebradiços). As espécies com hifas com fíbulas foram colocadas nos gêneros segregados Clavulinopsis e Ramariopsis. Esse conceito foi modificado em 1978 por Ron Petersen, que considerou Clavulinopsis um gênero artificial, transferindo a maioria das espécies para Ramariopsis, mas uma minoria de volta para Clavaria.

## Filogenia
|  | \| \| Clavaria argillacea \| \| \| \| \| \| Clavaria fumosa \| \| \| \| |
|  |                                                                         |
|  | Clavaria redoleo-alli                                                   |
|  |                                                                         |
|  | Clavaria argillacea                                                     |
|  |                                                                         |
|  | Clavaria fumosa                                                         |
|  |                                                                         |

|  | Clavaria argillacea |
|  |                     |
|  | Clavaria fumosa     |
|  |                     |

|  | \| \| Clavaria argillacea \| \| \| \| \| \| Clavaria fumosa \| \| \| \| |
|  |                                                                         |
|  | Clavaria redoleo-alli                                                   |
|  |                                                                         |
|  | Clavaria argillacea                                                     |
|  |                                                                         |
|  | Clavaria fumosa                                                         |
|  |                                                                         |

|  | Clavaria argillacea |
|  |                     |
|  | Clavaria fumosa     |
|  |                     |

|  | Clavulinopsis laeticolor |
|  |                          |
|  | Clavaria zollingeri      |
|  |                          |

|  | \| \| Clavaria argillacea \| \| \| \| \| \| Clavaria fumosa \| \| \| \| |
|  |                                                                         |
|  | Clavaria redoleo-alli                                                   |
|  |                                                                         |
|  | Clavaria argillacea                                                     |
|  |                                                                         |
|  | Clavaria fumosa                                                         |
|  |                                                                         |

|  | Clavaria argillacea |
|  |                     |
|  | Clavaria fumosa     |
|  |                     |

|  | \| \| Clavaria argillacea \| \| \| \| \| \| Clavaria fumosa \| \| \| \| |
|  |                                                                         |
|  | Clavaria redoleo-alli                                                   |
|  |                                                                         |
|  | Clavaria argillacea                                                     |
|  |                                                                         |
|  | Clavaria fumosa                                                         |
|  |                                                                         |

|  | Clavaria argillacea |
|  |                     |
|  | Clavaria fumosa     |
|  |                     |

|  | Clavulinopsis laeticolor |
|  |                          |
|  | Clavaria zollingeri      |
|  |                          |

|  | \| \| Clavaria argillacea \| \| \| \| \| \| Clavaria fumosa \| \| \| \| |
|  |                                                                         |
|  | Clavaria redoleo-alli                                                   |
|  |                                                                         |
|  | Clavaria argillacea                                                     |
|  |                                                                         |
|  | Clavaria fumosa                                                         |
|  |                                                                         |

|  | Clavaria argillacea |
|  |                     |
|  | Clavaria fumosa     |
|  |                     |

|  | \| \| Clavaria argillacea \| \| \| \| \| \| Clavaria fumosa \| \| \| \| |
|  |                                                                         |
|  | Clavaria redoleo-alli                                                   |
|  |                                                                         |
|  | Clavaria argillacea                                                     |
|  |                                                                         |
|  | Clavaria fumosa                                                         |
|  |                                                                         |

|  | Clavaria argillacea |
|  |                     |
|  | Clavaria fumosa     |
|  |                     |

|  | Clavulinopsis laeticolor |
|  |                          |
|  | Clavaria zollingeri      |
|  |                          |

|  | \| \| Clavaria argillacea \| \| \| \| \| \| Clavaria fumosa \| \| \| \| |
|  |                                                                         |
|  | Clavaria redoleo-alli                                                   |
|  |                                                                         |
|  | Clavaria argillacea                                                     |
|  |                                                                         |
|  | Clavaria fumosa                                                         |
|  |                                                                         |

|  | Clavaria argillacea |
|  |                     |
|  | Clavaria fumosa     |
|  |                     |

|  | \| \| Clavaria argillacea \| \| \| \| \| \| Clavaria fumosa \| \| \| \| |
|  |                                                                         |
|  | Clavaria redoleo-alli                                                   |
|  |                                                                         |
|  | Clavaria argillacea                                                     |
|  |                                                                         |
|  | Clavaria fumosa                                                         |
|  |                                                                         |

|  | Clavaria argillacea |
|  |                     |
|  | Clavaria fumosa     |
|  |                     |

|  | Clavulinopsis laeticolor |
|  |                          |
|  | Clavaria zollingeri      |
|  |                          |

|  | \| \| Clavaria argillacea \| \| \| \| \| \| Clavaria fumosa \| \| \| \| |
|  |                                                                         |
|  | Clavaria redoleo-alli                                                   |
|  |                                                                         |
|  | Clavaria argillacea                                                     |
|  |                                                                         |
|  | Clavaria fumosa                                                         |
|  |                                                                         |

|  | Clavaria argillacea |
|  |                     |
|  | Clavaria fumosa     |
|  |                     |

|  | \| \| Clavaria argillacea \| \| \| \| \| \| Clavaria fumosa \| \| \| \| |
|  |                                                                         |
|  | Clavaria redoleo-alli                                                   |
|  |                                                                         |
|  | Clavaria argillacea                                                     |
|  |                                                                         |
|  | Clavaria fumosa                                                         |
|  |                                                                         |

|  | Clavaria argillacea |
|  |                     |
|  | Clavaria fumosa     |
|  |                     |

|  | Clavulinopsis laeticolor |
|  |                          |
|  | Clavaria zollingeri      |
|  |                          |

|  | \| \| Clavaria argillacea \| \| \| \| \| \| Clavaria fumosa \| \| \| \| |
|  |                                                                         |
|  | Clavaria redoleo-alli                                                   |
|  |                                                                         |
|  | Clavaria argillacea                                                     |
|  |                                                                         |
|  | Clavaria fumosa                                                         |
|  |                                                                         |

|  | Clavaria argillacea |
|  |                     |
|  | Clavaria fumosa     |
|  |                     |

|  | \| \| Clavaria argillacea \| \| \| \| \| \| Clavaria fumosa \| \| \| \| |
|  |                                                                         |
|  | Clavaria redoleo-alli                                                   |
|  |                                                                         |
|  | Clavaria argillacea                                                     |
|  |                                                                         |
|  | Clavaria fumosa                                                         |
|  |                                                                         |

|  | Clavaria argillacea |
|  |                     |
|  | Clavaria fumosa     |
|  |                     |

|  | Clavulinopsis laeticolor |
|  |                          |
|  | Clavaria zollingeri      |
|  |                          |

|  | \| \| Clavaria argillacea \| \| \| \| \| \| Clavaria fumosa \| \| \| \| |
|  |                                                                         |
|  | Clavaria redoleo-alli                                                   |
|  |                                                                         |
|  | Clavaria argillacea                                                     |
|  |                                                                         |
|  | Clavaria fumosa                                                         |
|  |                                                                         |

|  | Clavaria argillacea |
|  |                     |
|  | Clavaria fumosa     |
|  |                     |

|  | \| \| Clavaria argillacea \| \| \| \| \| \| Clavaria fumosa \| \| \| \| |
|  |                                                                         |
|  | Clavaria redoleo-alli                                                   |
|  |                                                                         |
|  | Clavaria argillacea                                                     |
|  |                                                                         |
|  | Clavaria fumosa                                                         |
|  |                                                                         |

|  | Clavaria argillacea |
|  |                     |
|  | Clavaria fumosa     |
|  |                     |

|  | Clavulinopsis laeticolor |
|  |                          |
|  | Clavaria zollingeri      |
|  |                          |

|  | \| \| Clavaria argillacea \| \| \| \| \| \| Clavaria fumosa \| \| \| \| |
|  |                                                                         |
|  | Clavaria redoleo-alli                                                   |
|  |                                                                         |
|  | Clavaria argillacea                                                     |
|  |                                                                         |
|  | Clavaria fumosa                                                         |
|  |                                                                         |

|  | Clavaria argillacea |
|  |                     |
|  | Clavaria fumosa     |
|  |                     |

|  | \| \| Clavaria argillacea \| \| \| \| \| \| Clavaria fumosa \| \| \| \| |
|  |                                                                         |
|  | Clavaria redoleo-alli                                                   |
|  |                                                                         |
|  | Clavaria argillacea                                                     |
|  |                                                                         |
|  | Clavaria fumosa                                                         |
|  |                                                                         |

|  | Clavaria argillacea |
|  |                     |
|  | Clavaria fumosa     |
|  |                     |

|  | Clavulinopsis laeticolor |
|  |                          |
|  | Clavaria zollingeri      |
|  |                          |

Pesquisas filogenéticas recentes baseadas em sequenciamento de DNA sugerem que todos os três gêneros estão intimamente relacionados, mas não apoiam de forma inequívoca a caracterização precisa de Clavaria feita por Corner ou Petersen. No entanto, poucas espécies ainda foram sequenciadas para que o gênero Clavaria possa ser redefinido.

## Descrição
Os basidiomas são simples (cilíndricos a em forma de taco) ou, mais raramente, ramificados com aparência de corais, as vezes com um estipe distinto. Várias das espécies com basidiomas simples os formam em grupos densos. Os próprios basidiomas são lisos a estriados e geralmente quebradiços. Dependendo da espécie, sua cor varia de branco ou creme a amarelo, rosa, violeta, marrom ou preto.
O sistema hifal das espécies de Clavaria é sempre monomítico. O contexto hifal é inflado, com paredes finas e sem fíbulas (embora o conceito alterado de Petersen para o gênero inclua algumas espécies com fíbulas). Os basídios têm de dois a quatro esporos, em algumas espécies com uma fíbula aberta em forma de laço na base. Os esporos são lisos ou espinhosos. As esporadas são brancas.

## Habitat e distribuição

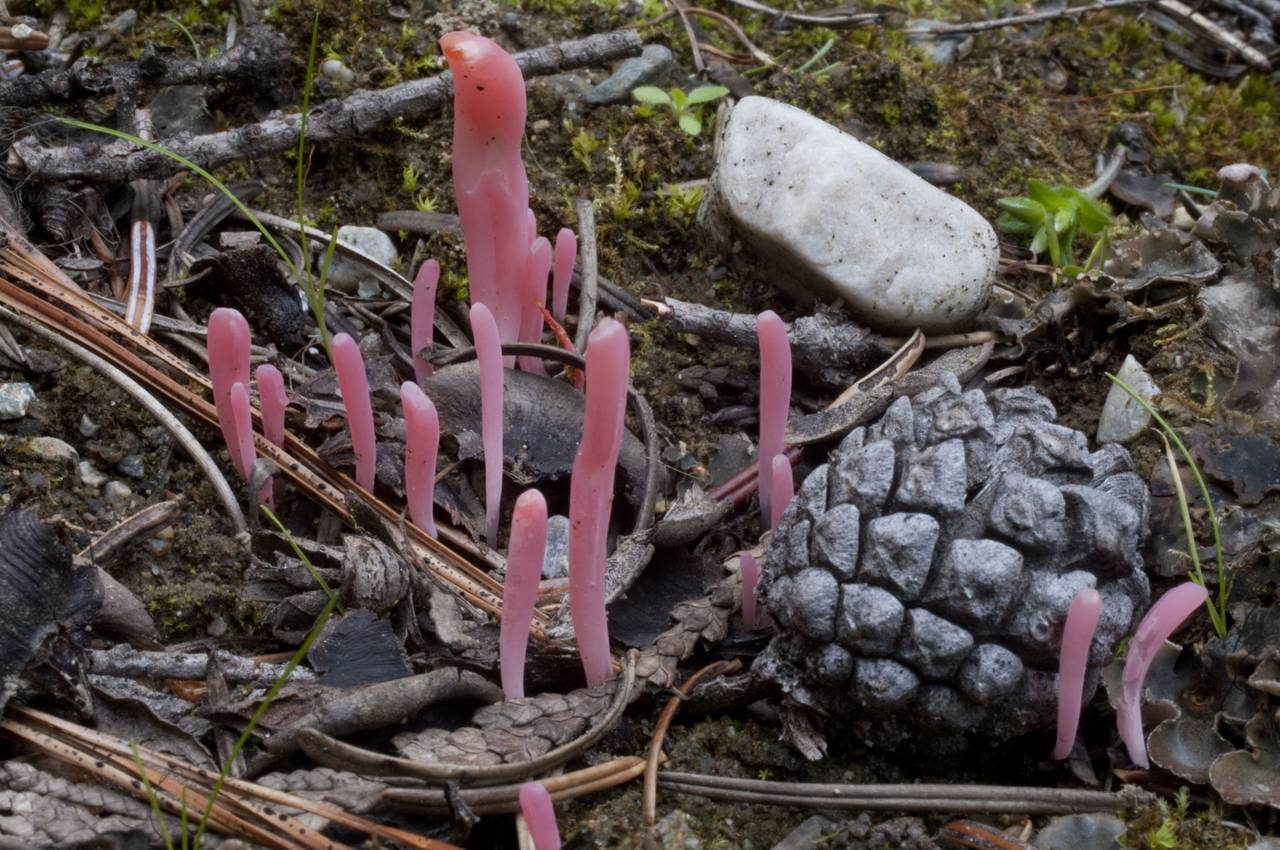
Clavaria rosea

Acredita-se que a maioria das espécies de Clavaria seja saprófita, decompondo folhas e outros materiais orgânicos no solo de floresta. Na Europa, as espécies são encontradas com mais frequência em pastagens antigas e não melhoradas (não usadas para agricultura), onde se presume que sejam decompositoras de grama morta e musgo. No entanto, pelo menos uma espécie (Clavaria argillacea) é típica de charnecas e é possível que forme uma associação micorrízica com ericáceas.
As espécies de Clavaria ocorrem em habitats nas regiões temperadas e nos trópicos. Petersen descreveu 18 novas espécies da Nova Zelândia em uma monografia de 1988. Em novembro de 2024, são conhecidas mais de 180 espécies válidas de Clavaria.

## Espécies
| Imagem | Nome científico            | Localidade tipo |
| ------ | -------------------------- | --------------- |
|        | Clavaria afrolutea         | Camarões        |
|        | Clavaria alboglobospora    | Nova Zelândia   |
|        | Clavaria amoenoides        | Índia           |
|        | Clavaria ardosiaca         | Nova Zelândia   |
|        | Clavaria argillacea        | Europa          |
|        | Clavaria asperulispora     | EUA             |
|        | Clavaria atroumbrina       | EUA             |
|        | Clavaria cupreicolor       | Nova Zelândia   |
|        | Clavaria echinobrevispora  | Nova Zelândia   |
|        | Clavaria echinonivosa      | Nova Zelândia   |
|        | Clavaria echino-olivacea   | Nova Zelândia   |
|        | Clavaria falcata           | Europa          |
|        | Clavaria flavopurpurea     | Nova Zelândia   |
|        | Clavaria flavipes          | Europa          |
|        | Clavaria fragilis          | Dinamarca       |
|        | Clavaria flavostellifera   | Espanha         |
|        | Clavaria fumosa            | Europa          |
|        | Clavaria globospora        | EUA             |
|        | Clavaria greletii          | França          |
|        | Clavaria incarnata         | Rússia          |
|        | Clavaria megaspinosa       | Nova Zelândia   |
|        | Clavaria mima              | Nova Zelândia   |
|        | Clavaria musculospinosa    | Nova Zelândia   |
|        | Clavaria novozealandica    | Nova Zelândia   |
|        | Clavaria phoenicea         | Indonésia       |
|        | Clavaria plumbeoargillacea | Nova Zelândia   |
|        | Clavaria pullei            | Holanda         |
|        | Clavaria redoleoalii       | Nova Zelândia   |
|        | Clavaria rosea             | Europa          |
|        | Clavaria roseoviolacea     | Nova Zelândia   |
|        | Clavaria rubicundula       | EUA             |
|        | Clavaria salentina         | Itália          |
|        | Clavaria sphagnicola       | França          |
|        | Clavaria stellifera        | Holanda         |
|        | Clavaria subsordida        | Nova Zelândia   |
|        | Clavaria tenuipes          | Inglaterra      |
|        | Clavaria tuberculospora    | Nova Zelândia   |
|        | Clavaria ypsilonidia       | Nova Zelândia   |
|        | Clavaria zollingeri        | Indonésia       |
|        | Clavaria lametina          |                 |